# Indigofera tristoides
Indigofera tristoides är en ärtväxtart som beskrevs av Nicholas Edward Brown. Indigofera tristoides ingår i släktet indigosläktet, och familjen ärtväxter. Inga underarter finns listade i Catalogue of Life.